# テクノポート福井総合公園
テクノポート福井総合公園（テクノポートふくいそうごうこうえん）は、福井県坂井市にある公園。施設は福井県が所有し、グリーン・コンソーシアムが指定管理者として運営管理を行っている。

## 概要
福井県の工業用地である福井臨海工業地帯（テクノポート福井）の一角、九頭竜川の河口そばに1994年4月に開設された。「テクノポート福井総合公園の設置および管理に関する条例」の第1条によると、「福井臨海工業地帯の都市機能の充実を図るとともに県民にスポーツおよびレクリエーションに親しむ場を提供すること」を目的とするとされている。なお、公園内にはバーベキュー広場、芝生広場、各種ゴルフ場、球技場（テクノポート福井スタジアム）などが設置されている。
当公園の指定管理者は2014年3月まで財団法人福井県企業公社であったが、2014年4月よりグリーンシェルター・サウルコス福井パートナーズとなっている。なお、福井県の当公園の維持に関する負担額は2005年段階で約1億800万円であったが、指定管理者制度の導入で当公園の運営・管理を民間委託したことなどを理由として2014年時点の負担額は4,360万円に減少している。2019年4月からグリーン・コンソーシアムとなっている。

## 芝生広場
芝生広場（芝生大広場）は、総面積が10,000平方メートルである。メインスタンドから見て右側のサイドスタンドは公園内の芝生築山の斜面を兼ねている。

## ゴルフ場
- パットゴルフ場：18ホール、Par54[1]
- マレットゴルフ場：36ホール、Par130（なお、常時使用は27ホール、Par97）[1]

## テクノポート福井スタジアム
テクノポート福井スタジアム（テクノポートふくいスタジアム）は、福井県内で最大規模の球技場である。

### 施設概要
球技専用スタジアムとしては北陸有数の規模をもつ。ピッチサイズは160m×95mと、サッカーの標準サイズ（90-120m×45-90m）に比べてかなり広く（やや小さめのフィールドなら2面確保可能）、スタンドとの距離がある。スタンドは1層式でピッチ周囲を囲むように設けられている。メインスタンドは個別席（4,046席+身障者席4席）で、バックスタンド（6,160席）とサイドスタンド（10,833席）はベンチシート。屋根はつけられていない。
スコアボードは開設当初から磁気反転のもので、フリーボード式ではない得点表示専用のものであった。現在はフルカラーのLED方式に交換されている。

### 開催されたイベント・大会
天皇杯 JFA 全日本サッカー選手権大会は、本大会で福井県で試合を行う際には当会場が使用される。
日本プロサッカーリーグ（Jリーグ）公式戦が開催されることもある。2000年まではジェフユナイテッド市原（現・ジェフユナイテッド千葉）の試合がほぼ定期的に行われており、ホームゲーム4試合（リーグ戦3試合・カップ戦1試合）のほか、アウェイゲーム（セレッソ大阪・鹿島アントラーズのホーム）も開催されている。他に、ホームタウンから比較的近い名古屋グランパスとセレッソ大阪がリーグ戦各2試合を開催している。また、ジュビロ磐田とヴェルディ川崎（現・東京ヴェルディ）もホームゲームを開催している。
J2リーグ発足後は2001年に横浜FCが、2007年に京都サンガF.C.とC大阪が各1試合、J3リーグ発足後は2014年にツエーゲン金沢が1試合開催した。2020年にはカターレ富山がホーム開幕戦を当会場で開催予定（Jリーグとしても6年ぶりの開催）としていた が、新型コロナウイルス感染拡大の影響を踏まえてJ3リーグの開幕が延期となったことを受け、開催予定から除外されている。
日本女子サッカーリーグ（なでしこリーグ）は2011年にINAC神戸レオネッサ主催ゲームを公式戦を開催している。
その他の利用例としては以下のとおり。
- 日本フットボールリーグ（JFL）公式戦（アローズ北陸、SP京都FC）
- 高円宮杯 JFA U-18サッカープリンスリーグ北信越
- 福井県サッカー選手権大会（兼天皇杯 JFA 全日本サッカー選手権大会福井県予選）
- 皇后杯 JFA 全日本女子サッカー選手権大会福井県大会
- 北信越フットボールリーグ公式戦
- 福井県サッカーリーグなど
- 全国高等学校サッカー選手権大会福井県大会
- 第53回全国社会人サッカー選手権大会
- 2018年度第73回国民体育大会「福井しあわせ元気国体」サッカー競技会場

そのほか、2002 FIFAワールドカップに出場したメキシコ代表がここでキャンプを行った。

## その他の施設
- バーベキュー広場
- アスレチック広場
- オリエンテーリング（パーマネントコース）
- バスケットコート
- パーゴラ
- 駐車場

## アクセス
- バス
  - えちぜん鉄道三国芦原線 西長田ゆりの里駅からデマンドバス「テクノポート号」で約20分[7]
- 自動車
  - 福井北ICから26km、車で50分[8]
  - 丸岡IC（ETC専用）から15km、車で25分[8]
  - 金津ICから20km、車で40分[8]
  - JR北陸新幹線・ハピラインふくい線 芦原温泉駅から10km、車で20分[2][8][9]
  - JR北陸新幹線 福井駅から車で約40分[9]
  - えちぜん鉄道三国芦原線 三国駅から車で約10分[9]

### 注記
1. ↑  テクノポート福井総合公園のある坂井市にはジェフの親会社である古河電気工業のアルミ板事業（現・UACJ）の拠点工場がある。
2. ↑  ホームスタジアムの富山県総合運動公園陸上競技場がフィールドの芝の張り替え工事により使用不可となっていたため、代替地として選定されていた。

1. 1 2 3 4 5 6 7 8 9 10 11 12 13  テクノポート福井総合公園の指定管理者募集要項 (PDF)  2013年4月2日閲覧
2. 1 2 3  “スタジアム【福井テクノ】”. 日本フットボールリーグ. 2014年3月1日閲覧。
3. ↑  『公の施設の指定管理者候補団体の選定について』（プレスリリース）福井県、2013年11月28日。2014年3月1日閲覧。
4. ↑  “経費節減など効果大　指定管理者制度10年目”. 中日新聞 (2014年1月20日). 2014年3月1日閲覧。
5. ↑  『公の施設の指定管理者候補団体の選定について』（プレスリリース）福井県、2018年11月27日。2019年4月29日閲覧。
6. ↑  『2020明治安田生命Jリーグ ホーム開幕カード決定!』（プレスリリース）日本プロサッカーリーグ、2020年1月10日。2020年1月11日閲覧。
7. ↑  “テクノポート号”.  えちぜん鉄道. 2013年4月2日閲覧。
8. 1 2 3 4  “アクセス方法について”. テクノポート福井総合公園公式サイト. 2014年4月6日閲覧。
9. 1 2 3  “テクノポート福井スタジアム”. J3リーグ. 2014年4月6日閲覧。